# 垵口乡
垵口乡，是中华人民共和国浙江省丽水市遂昌县下辖的一个乡镇级行政单位。

## 行政区划
垵口乡下辖以下地区：
垵口村、乐山头村、大山村、小岩村、石仓村、根竹口村、桂洋村、徐村和葛程村。